# Anselm Ahlfors
Anselm Ahlfors (né le 29 décembre 1897 à Kotka et mort le 13 août 1974 à Jyväskylä) est un lutteur finlandais, pratiquant la lutte gréco-romaine.
Il dispute deux éditions des Jeux olympiques ; il remporte la médaille d'argent en catégorie poids coqs en 1924 à Paris en catégorie poids coqs, et est éliminé au quatrième tour en catégorie poids coqs par le Hongrois Ödön Zombori en 1928 à Amsterdam.